# Parafia Nawiedzenia Najświętszej Maryi Panny w Miejscu Piastowym

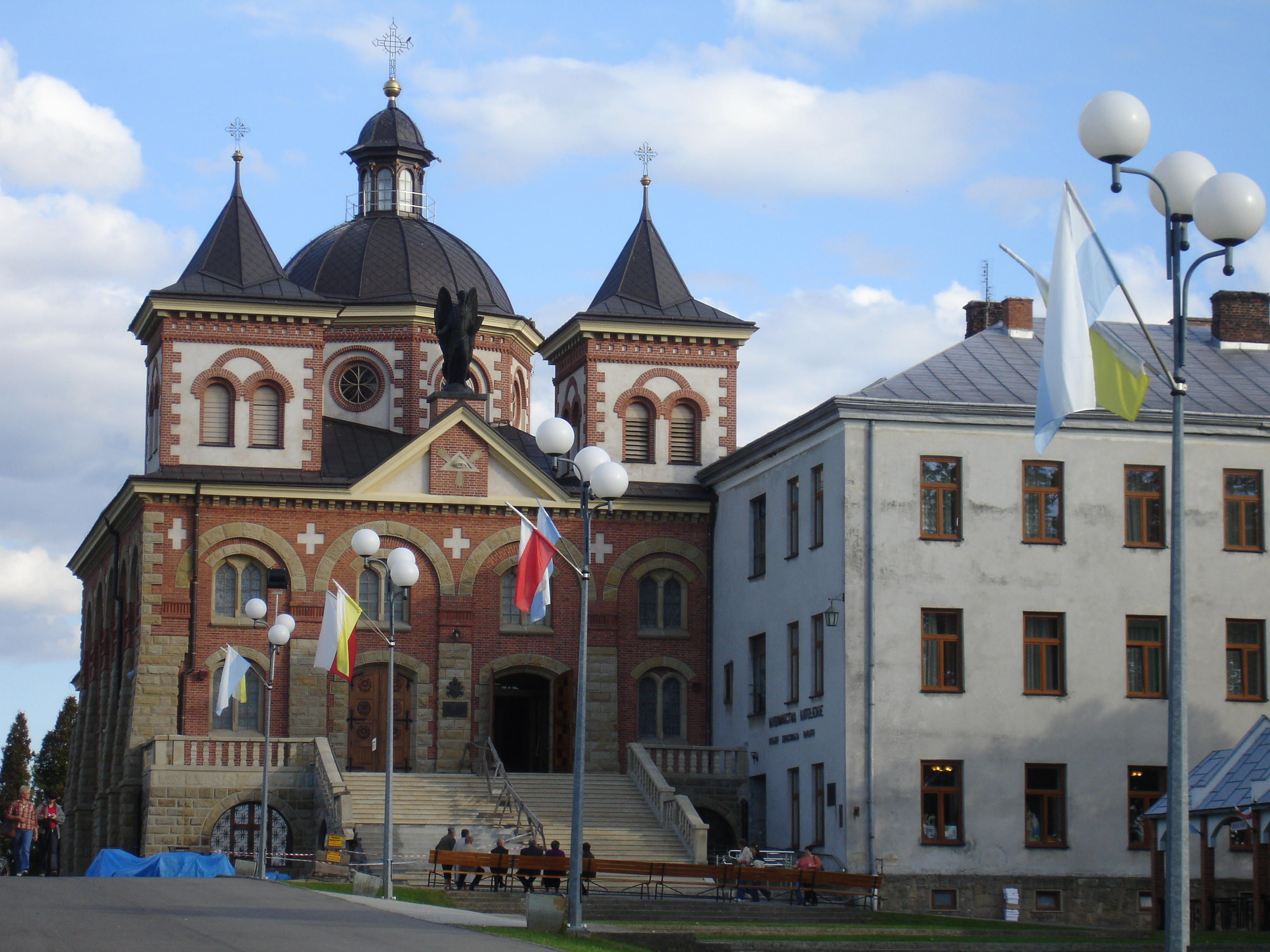
Sanktuarium Michalitów

Parafia Nawiedzenia Najświętszej Maryi Panny w Miejscu Piastowym – parafia rzymskokatolicka znajdująca się w archidiecezji przemyskiej w dekanacie Miejsce Piastowe. Erygowana w 1427. Jest prowadzona przez księży Michalitów. Mieści się przy ulicy Dukielskiej.

## Historia
W 1348 roku pojawiła się wzmianka o wsi Miejsce. W 1427 roku istniała już parafia. W 1624 roku kościół ograbili Tatarzy. W latach 1886–1888 zbudowano kościół Nawiedzenia Najświętszej Maryi Panny, według projektu arch. prof. Sławomira Odrzywolskiego, z fundacji Jana Trzecieskiego. 2 lipca 1892 roku bp Jakub Glazer konsekrował kościół.
Kościołem filialnym jest kościół Matki Bożej Królowej Polski i św. Michała Archanioła. zb. 1935
Na terenie parafii jest 1989 wiernych.
Proboszczowie parafii:
1874–1877. ks. Antoni Koleński.
1877–1891. ks. Jan Samocki.
1891–1892 ks. Bartłomiej Rządca (administrator).
1892–1912. ks. Bronisław Markiewicz CSMA.
1912–1940. ks. Antoni Sobczak CSMA.
1945–1968. ks. Stanisław Kot CSMA.
1968–1975. ks. Tadeusz Warchoł CSMA.
1975–1978. ks. Stefan Sobczak CSMA.
1978–1992. ks. Jan Wojtunik CSMA.
1992–2004. ks. Stanisław Klocek CSMA.
2005–?. ks. Ryszard Legan CSMA.
ks. Piotr Bieniek CSMA.
ks. Andrzej Mroczkowski CSMA.

## Sanktuarium Michalitów
W 1892 roku dziedzic Jan Trzecieski wyznaczył ks. Bronisława Markiewicza, na proboszcza z zadaniem prowadzenia odnowy moralno-religijnej. Wzorując się na systemie salezjańskim, w 1892 roku w starej plebanii utworzył dom dla sierot. Następnie dziedzic Jan Trzecieski ofiarował ziemię, na zakład wychowawczy dla chłopców. Najpierw zbudowano drewniany dom dla sierot, a w 1997 roku rozpoczął działalność zakład wychowawczy dla osieroconych chłopców. W 1897 roku s. Anna Kaworek wraz z towarzyszkami założyła zakład wychowawczy dla osieroconych dziewczynek. 
W 1898 roku zbudowano murowany trzypiętrowy „Biały Dom”, który w 1905 roku poświęcono. W tym domu później mieściły się: zakład wychowawczy dla chłopców, Niższe Seminarium Duchowne, Kuria Generalna Zgromadzenia. W 1902 roku według projektu arch. Jana Sasa-Zubrzyckiego zbudowano budynki szkolne. W latach 1907–1909 zbudowano warsztaty zakładowe, w których uczono: rolnictwa, ogrodnictwa, pszczelarstwa, ślusarstwa, galanterii skórzanej, introligatorstwa, drukarstwa, stolarstwa, krawiectwa, młynarstwa, szewstwa i muzyki. W 1921 roku władze kościelne zatwierdziły działalność zakonu Michalitów, a w 1928 roku zakonu sióstr Michalitek. 
W latach 1931–1935 zbudowano kościół zakonny, który 2 maja 1935 roku bp Franciszek Barda poświęcił pw. Matki Bożej Królowej Polski i św. Michała Archanioła. 29 czerwca 1972 roku bp Ignacy Tokarczuk dokonał konsekracji kościoła. 4 czerwca 2007 roku, dekretem abpa Józefa Michalika kościół został podniesiony do rangi Sanktuarium św. Michała Archanioła i bł. Bronisława Markiewicza.
11 czerwca 2017 roku odbyła się koronacja cudownej figury Matki Bożej Fatimskiej, której dokonał abp Adam Szal. W 2017 roku rozpoczęto budowę kaplicy św. Michała Archanioła. W latach 2017–2020 zbudowano do kościoła dobudowano dwie kaplice: św. Michała Archanioła i Matki Bożej fatimskiej.